# مدرسه شیردار
مدرسه شیردار یک مدرسهٔ دینی است که در میدان ریگستان سمرقند جای دارد. این مدرسه در سال ۱۶۱۹ از سوی معماری ایرانی به نام عبدالجبار و به فرمان یلنگ‌توش بهادر روی ویرانه‌های خانقاه الغ‌بیگ ساخته‌شد.

## بن‌مایه

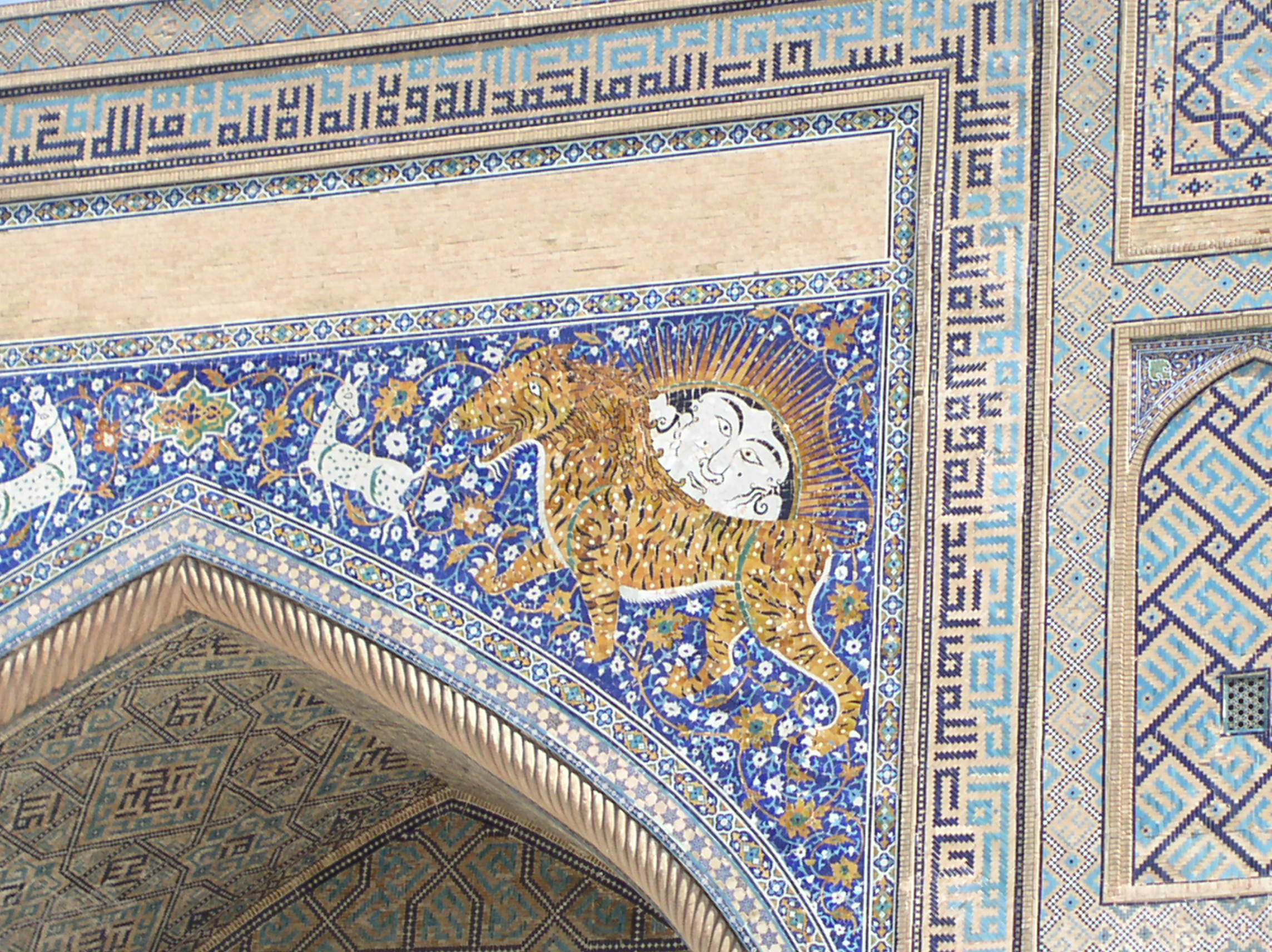
به یادگار گذاشتن نماد شیر و خورشید از نکات جالب توجه این سازه به‌شمار می‌رود؛ چرا که بکار بردن طرح جانوران زنده در کاشی‌کاری‌های اسلامی معمول نبوده است.

1. ↑  معماران ایران، بررسی و نوشتهٔ زهره‌بزرگ‌نیا.
2. ↑  «مدرسه شیردار؛ یکی از نمادهای سمرقند ٤٠٠ ساله شد (بازیابی ۱۴ آذر ۱۴۰۰)». بی‌بی‌سی فارسی.